# هوندسباخ
هوندسباخ (به آلمانی: Hundsbach) یک شهر در آلمان است که در باد کرویتسناخ واقع شده‌است.